# NGC 6452
NGC 6452 ist eine Spiralgalaxie vom Hubble-Typ S?/pec im Sternbild Herkules, die schätzungsweise 403 Millionen Lichtjahre von der Milchstraße entfernt ist.
Das Objekt wurde am 2. Juli 1864 von Albert Marth entdeckt.